# Раевский, Виталий Анатольевич
Виталий Анатольевич Раевский (укр. Раєвський Віталій Анатолійович; 25 февраля 1949, Хыров, Дрогобычская область — 17 ноября 2014, Киев) — советский и украинский военачальник. Первый командующий Аэромобильными войсками Украины.

## Образование
- Одесское высшее артиллерийское командное училище (1969).
- Военная академия им. М. В. Фрунзе (1981).
- Военная академия Генерального штаба ВС СССР (1991).

## Биография
- сентябрь 1966 — июль 1969 гг. — курсант Одесского высшего артиллерийского командного училища,
- июль 1969 — сентябрь 1972 гг. — командир огневого взвода в 111-м гвардейском парашютно-десантном полку, 105-й гвардейской воздушно-десантной дивизии в ТуркВО,
- сентябрь 1972 — декабрь 1975 гг. — командир артиллерийской батареи в 111-м гвардейском парашютно-десантном полку,
- декабрь 1975 — август 1978 гг. — заместитель начальника штаба полка в 111-м гвардейском парашютно-десантном полку,
- август 1978 — июнь 1981 гг. — слушатель Военной академии имени Фрунзе,
- июнь 1981- апрель 1982 гг. — начальник штаба — заместитель командира полка 237-го гвардейского парашютно-десантного полка 76-й гвардейской воздушно-десантной дивизии, в ЛенВО,
- апрель 1982 — август 1983 гг. — начальник штаба — заместитель командира полка 1318-го десантно-штурмового полка, 5-го общевойскового армейского корпуса, в БелВО,
- август 1983 — ноябрь 1985 гг. — командир 1318-го десантно-штурмового полка,
- ноябрь 1985 — август 1987 гг. — командир 56-й отдельной гвардейской десантно-штурмовой бригады, в ОКСВА. Во время боевой операции БТР на котором находился Раевский подорвался на фугасе, вследствие чего он получил перелом основания черепа, тяжелейшую контузию, многочисленные осколочные ранения, переломы и временно потерял зрение,
- август 1987 — июнь 1989 гг. — командир 38-й отдельной гвардейской десантно-штурмовой бригадой в БелВО,
- июнь 1989 — июнь 1991 гг. — слушатель Военной академии Генерального штаба Вооружённых сил СССР,
- июнь 1991 — май 1992 гг. — начальник 242-го гвардейского учебного центра ВДВ, в ПрибВО,
- май 1992 г. — перевёлся на службу в ряды Вооружённых сил Украины, в Главное Управление Сухопутных войск. Занимался вопросами создания Аэромобильных войск,
- февраль 1993 — сентябрь 1993 гг. — начальник 95-го Учебного центра подготовки младших специалистов Аэромобильных войск. Центр создан на базе Сумского высшего командного артиллерийского училища. Согласно приказу Министра обороны Украины от 1 февраля 1993 года № 010 было решено переместить Учебный центр в г. Житомир[1],
- сентябрь 1993 — апрель 1995 гг. — начальник управления Аэромобильных войск Главного управления Сухопутных войск Вооружённых сил Украины,
- апрель 1995 — февраль 1996 гг. — начальник Аэромобильных войск,
- февраль 1996 — июль 1996 гг. — начальник центрального управления Аэромобильных войск,
- июль 1996 — июль 1998 гг. — начальник Аэромобильных войск.
- с 9 июля 1998 г. — в отставке
- 1999—2005 гг. — заместитель Председателя Государственного комитета по делам ветеранов
- 2005—2009 гг. — вице-президент Украинского фонда социальных гарантий военнослужащих и ветеранов Вооружённых Сил. Председатель Международного благотворительного фонда «Гардез»[2].
- 2009—2014 гг — заместитель руководителя Представительства Комитета по делам воинов-интернационалистов на Украине

За время службы в воздушно-десантных войсках осуществил свыше 500 прыжков с парашютом с различных типов самолётов и вертолётов.
17 ноября 2014 года Виталий Раевский скончался после продолжительной болезни. Раевский был похоронен на Лукьяновском военном кладбище Киева.

## Семья
- Жена — Раевская Валентина Васильевна
- Сын — Раевский Вадим Витальевич

## Награды
- Орден Богдана Хмельницкого II степени (Украина)
- Орден Богдана Хмельницкого III степени (Украина)
- Именное огнестрельное оружие (Украина),
- Почётная грамота Кабинета Министров Украины (11.02.2004)
- Орден Красного Знамени
- Орден Красной Звезды
- Орден «За службу Родине в Вооружённых Силах СССР» III степени
- Медали Украины и СССР